# Chatzimichalis Dalianis

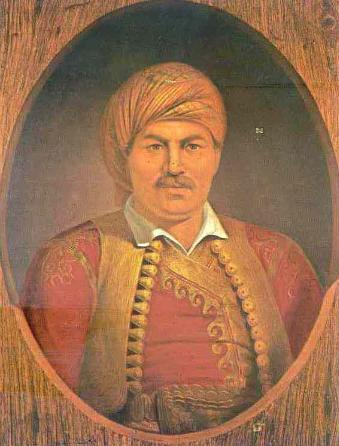
Chatzimichalis Dalianis

Chatzimichalis Dalianis (griechisch: Χατζημιχάλης Νταλιάνης, * ca. 1775 in Delvinaki oder Premeti oder Vouliarates; † 17. März 1828 in Sfakia, Kreta) war ein griechischer Revolutionsführer des Griechischen Unabhängigkeitskrieges und Kommandeur auf Kreta im Jahr 1828.

## Frühes Leben
Einigen griechischen Historikern zufolge streiten sich die griechischsprachigen Städte Argyrokastro, Vouliarates, Premeti und Delvinaki über seine Herkunft. Einige glauben, er wurde in der griechischsprachigen Stadt Delvinaki in Epirus geboren, als die Region unter osmanischer Herrschaft stand. Spätere Forschungen anderer griechischer Historiker bestreiten diese Tatsache jedoch. Dennoch besteht Einigkeit darüber, dass er in Epirus geboren wurde. Alexander Mammopoulos gibt als seinen Geburtsort ein albanischsprachiges Dorf gleichen Namens im heutigen Bezirk Përmet an, während Stavros Karkaletsis behauptet, er sei im griechischsprachigen Dorf Bularat in Dropull geboren.
Er wuchs in Triest auf, wo sein Vater als Kaufmann arbeitete. 1816 wurde er Mitglied der griechischen patriotischen Organisation Filiki Etaireia.

## Griechische Revolution
Im März 1826, als der Unabhängigkeitskrieg in vollem Gange war, beteiligte er sich zusammen mit anderen Revolutionsführern an dem Versuch, ein Bündnis mit dem Emir des Libanon, Baschir Schihab II., gegen das Osmanische Reich zu schmieden. Als Dalianis jedoch in Beirut landete, um dort einen Aufstand anzuzetteln, war sich der örtliche Emir keineswegs sicher, ob er den Osmanen die Stirn bieten würde.
Zurück in Griechenland kämpfte Dalianis in der Schlacht von Phaleron. Im Januar 1828 wurde er Anführer einer Expeditionstruppe, die den ins Stocken geratenen Aufstand auf Kreta unterstützen sollte. In einem Versuch, die Revolution dort wiederzubeleben, landete Dalianis mit 700 Mann (600 zu Fuß, 100 mit Pferden und Maultieren) zunächst am 5. Januar 1828 in Gramvousa, beschloss jedoch, seine Expedition von Sfakia aus fortzusetzen. Im März nahm er die Burg Frangokastello in Besitz, eine venezianische Festung aus dem 14. Jahrhundert in der Region Sfakia. Der aus Korça stammende osmanisch-albanische Herrscher Mustafa Naili Pascha stellte eine 8000 Mann starke Armee zusammen, um den Aufstand niederzuschlagen. Die Verteidigung der Burg war zum Scheitern verurteilt, als Mustafas osmanische Streitmacht aus 8000 Mann und 300 Kavalleristen am 13. Mai 1828 eintraf. Nach mehreren Tagen fiel die Festung wieder in osmanische Hände und Dalianis kam zusammen mit 385 Mann ums Leben. Mustafas Truppen verloren ebenfalls 800 Mann. Die wenigen Männer, die im Fort verblieben, leisteten noch einige Tage Widerstand.
Es wird gesagt, dass Chatzimichalis Dalianis von einer Nonne im nahegelegenen Kloster des Heiligen Charalambos begraben wurde. Mustafas türkische Truppen wurden auf ihrem Rückweg in einer nahegelegenen Schlucht von einer Gruppe kretischer Freiheitskämpfer aus Sfakia überfallen und erlitten dabei etwa 1000 Verluste.

## Vermächtnis
Dieser gescheiterte Aufstand von 1828 ist die Grundlage für die lokale Legende der Geisterarmee der Drosoulites (Δροσουλίτες, „Tauschatten“). Der lokalen kretischen Tradition zufolge kehren die Geister der gefallenen Revolutionäre jedes Jahr nach Frangokastello zurück. Dieses unerklärliche Phänomen tritt normalerweise am Jahrestag der Schlacht auf, wenn im Morgengrauen Bilder vorrückender Truppen (Drosoulites) über dem tragischen Ort schweben. Das Thema wurde untersucht und es wurden verschiedene wissenschaftliche Interpretationen vorgeschlagen.
Später, im frühen 20. Jahrhundert, schlossen sich Freiwilligengruppen aus Kreta, um das Opfer von Dalianis und seinen epirotischen Männern im Jahr 1828 zu vergüten, der Epirus-Front des Ersten Balkankrieges an und beteiligten sich auch am bewaffneten Kampf zur Gründung der Autonomen Republik Nord-Epirus gegen den Anschluss an Albanien.